# Nukleoplazma

Schemat budowy jądra komórkowego:
1. Błona jądrowa:
1a. Warstwa zewnętrzna,
1b. Warstwa wewnętrzna,
2. Jąderko,
3. Nukleoplazma (kariolimfa, sok jądrowy),
4. Chromatyna:
4a. Heterochromatyna,
4b. Euchromatyna,
5. Rybosomy,
6. Pory jądrowe.

Nukleoplazma (kariolimfa, karioplazma, dawniej sok jądrowy) – płyn o dużej lepkości  i naturze koloidu, w skład którego, oprócz wody i substancji drobnocząsteczkowych, wchodzą wielkocząsteczkowe związki organiczne (białka, kwasy nukleinowe itp.). Nukleoplazma wypełnia wnętrze jądra komórkowego i otacza jąderko, chromosomy oraz białka szkieletu jądrowego organizujące chromatynę i przytwierdzające ją do błony jądrowej. Enzymy występujące w kariolimfie biorą udział między innymi w replikacji, naprawie i transkrypcji DNA.